# 336 a.C.
Il 336 a.C. (CCCXXXVI a.C. in numeri romani) è un anno  del IV secolo a.C.

## Eventi
- In Macedonia, assassinio di Filippo II di Macedonia.
- In Macedonia, inizio del regno di Alessandro Magno, re di Macedonia (finirà nel 323 a.C.), in seguito all'assassinio di Filippo II di Macedonia.
- In Persia ed Egitto, assassinio e fine del regno di Artaserse IV di Persia (iniziato nel 338 a.C.), faraone d'Egitto e Re di Persia.
- In Persia, inizio del regno di Dario III Codomano, re di Persia (finirà nel 330 a.C.).
- A Roma, consolato Lucio Papirio Crasso e Cesone Duilio.

## Morti
- Aminta IV di Macedonia, re
- Attalo, militare macedone antico
- Bagoas
- Carano, principe macedone antico
- Filippo II di Macedonia, sovrano macedone antico (n. 382 a.C.)
- Meda di Odessa, principessa
- Pausania di Orestide, militare macedone antico